# Coronel Amantino Maciel

Coronel Amantino Maciel, em 10 de outubro de 1941

Coronel Amantino Maciel (Piranga, 25 de agosto de 1877 - Belo Horizonte, 1957) foi um coronel da República Velha, se destacando na político de Piranga, Guaraciaba e Raul Soares.

## Biografia
Amantino Ferreira Maciel teria nascido em 25 de agosto de 1877, em Piranga. Era filho de José Álvaro Ferreira Maciel e de Antônia Vidigal Maciel. Iniciou sua carreira profissional como empregado comercial no Rio de Janeiro, tornando-se posteriormente viajante comercial. Posteriormente ao seu casamento, constituiu-se como um importante fazendeiro de Guaraciaba, distrito de Piranga. Na cidade de Piranga foi o mais rico comerciante, tendo comandado por décadas a política do municipio, direta, ou indiretamente.
Foi casado com Regina Aguiar. Juntos tiveram muitos filhos, entre eles: Cleveland Maciel, que foi jornalista; Cyro Aguiar Maciel, que ocupou o cargo de deputado estadual por Minas Gerais; Amantino Maciel Filho, que foi farmacêutico; Geraldo Maciel, político regional; e outros.
Teria falecido em 1957, na cidade de Belo Horizonte.

## Política
Foi Presidente da Câmara e Agente Executivo, de 1921 a 1930. Sobre sua gestão, ficou conhecido pelas suas obras de infraestrutura. Foi o responsável, entre outros, pela reconstrução da estrada que interliga Piranga à Mariana; a construção do Fórum local; a construção da estrada que interliga Piranga ao seu distrito de Porto Seguro (Porto Firme); e a instalação de uma usina elétrica em Senhora de Oliveira. Parte da arquitetura histórica de Piranga, como o coreto municipal, o prédio da prefeitura, e a antiga câmara municipal foram estabelecidos em sua gestão.
Com a Revolução de 1930, comandada por Getúlio Vargas, foi deposto do cargo. Migrou para Raul Soares, dedicando-se a produção agrícola. Em 1949, por decorrência da emancipação de Guaraciaba, disputou as eleições na cidade e tornou-se o primeiro prefeito do munícipio. Foi um destacado coronel, sendo, durante toda a sua vida política, dirigente do Partido Repúblicano Mineiro.

## Homenagens
Na cidade de Piranga, a praça central ostenta uma homenagem a sua pessoa: chamando-se Coronel Amantino Maciel. A Escola Estadual Coronel Amantino Maciel também tem em seu nome uma homenagem. A escola foi fundada em 1960, pelo seu filho deputado Cyro de Aguiar Maciel.